# Paula Yates
Paula Elizabeth Yates, née le 24 avril 1959 à Colwyn Bay au Pays de Galles, et décédée le 17 septembre 2000 à Londres, est une présentatrice à la télévision britannique et une écrivaine, mieux connue pour son travail dans deux émissions de télévision, The Tube et The Big Breakfast.

## Jeunesse
Née à Colwyn Bay au Pays de Galles, elle est élevée dans une famille du milieu du show business. Sa mère, Elaine Smith, était une showgirl, actrice et écrivaine de romans érotiques qui a utilisé les noms de scène Helene Thornton et Heller Torren. Jusqu'à très tard durant sa vie, Yates croira que son père biologique était Jess Yates, qui était connu comme « The Bishop » et animait l'émission religieuse Stars on Sunday. Jess Yates et Elaine Smith furent mariés de 1958 à 1975, Jess Yates était de seize ans l'aîné de sa femme et leur mariage n'était pas conventionnel. Jess Yates fut remercié de ses fonctions comme présentateur de Stars on Sunday en 1974 en raison d'histoires relatées par les journaux en lien avec sa vie privée.
Durant son enfance instable, Paula entreprend des études à l'école primaire Rowen, au collège Penrhos et Aberconwy. La famille Yates fut à la tête de l'hôtel Deganwy Castle pour un certain temps, avant de déménager dans une grande maison à Rowen dans la ville de Conwy. Après le divorce de ses parents en 1975, Paula vécut plutôt avec sa mère, y compris des périodes à Malte et Majorque, où elle fut une élève au collège international Bellver, avant de retourner en Angleterre.

## Carrière
En 1979, Yates commence sa carrière en tant que journaliste musicale avec une chronique intitulée « Natural Blonde » (blonde naturelle) dans l'hebdomadaire Record Mirror, peu de temps après avoir posé pour le magazine Penthouse. Elle se fit reconnaître en premier durant les années 1980 comme co-présentatrice (avec Jools Holland) de l'émission de musique pop The Tube sur Channel 4. Elle apparaît également aux côtés de son amie Jennifer Saunders en 1987 pour un « mocumentaire » sur le groupe Bananarama.
En 1982, elle sort une version reprise de la chanson à succès These Boots Are Made for Walkin', interprétée par Nancy Sinatra.
Après la naissance de ses filles, Yates écrit deux livres sur le rôle de la mère. Yates continue son journalisme « rock », en plus d'être l'animatrice de l'émission de musique The Tube. Elle devient célèbre pour ses entrevues « sur le lit » dans l'émission The Big Breakfast, produit par son mari, Bob Geldof.

## Vie personnelle
Yates rencontre Geldof durant les premières années de The Boomtown Rats. Ils deviennent un couple en 1976 lorsqu'elle prend un vol vers Paris pour le surprendre alors que le groupe de musique jouait là-bas. Leur premier enfant, une fille nommée Fifi Trixibelle, naît le 31 mars 1983. Le nom Fifi est en honneur de la tante Fifi de Bob et celui de Trixibelle lui est également donné puisque Paula voulait une belle dans la famille. Après dix ans de vie commune, ils se marient le 31 août 1986 à Las Vegas où Simon Le Bon de Duran Duran agit comme garçon d'honneur pour Geldof. Le couple aura deux autres filles par la suite : Peaches Geldof, née le 13 mars 1989 et Pixie Geldof, née le 17 septembre 1990.
En 1985, durant une entrevue sur The Tube, Yates rencontre Michael Hutchence pour la première fois. Durant ce passage sur The Tube, il fut rapporté que le gérant de tournée de INXS demanda à Yates de laisser Hutchence tranquille, après que celle-ci fut allée le voir pour lui dire « je vais avoir ce garçon ». Paula n'en fait rien et commence à se présenter à tous les spectacles d'INXS, peu importe l'endroit, et agit ainsi pendant les années qui suivent… elle amenait même sa fille, Fifi.
Yates affirme être restée en contact irrégulier avec lui durant neuf années, et que leur relation existait déjà bien avant l'interview de The Big Breakfast.  Au mois de février 1995, Yates quitte Geldof. Geldof et Yates divorcent en mai 1996. Geldof réclame la garde exclusive des enfants du couple, arguant du fait que son ex-épouse et son nouveau compagnon consomment des produits stupéfiants. 
Le 22 juillet 1996, Yates donne naissance à une quatrième fille, Heavenly Hiraani Tiger Lily Hutchence, son premier enfant avec Michael Hutchence.
Le 22 novembre 1997, Hutchence est retrouvé mort dans une chambre d'hôtel à Sydney. Yates se trouve alors à Londres pour assister à une audience du tribunal qui statue sur la garde de ses enfants avec son ex-mari. Le jugement est reporté de plusieurs semaines, et Yates ne peut quitter le territoire britannique avec ses enfants pour passer les fêtes de fin d'année avec Hutchence en Australie. Dans sa déposition auprès de la police, Paula Yates déclare que Michael Hutchence avait « peur et ne pouvait se résoudre à vivre une minute de plus sans son bébé ». Lors d'une conversation téléphonique le matin même de son suicide, il lui avait dit : « je ne sais pas comment je vais vivre sans Tiger ». Yates écrit aussi que Geldof les avait menacés, à plusieurs reprises, en leur disant « n'oubliez pas, je suis au-dessus de la loi ». Yates conteste le verdict de suicide émis par le coroner. Par la suite, elle aura recours à la psychiatrie.
En juin 1998, Geldof obtient finalement la garde des trois filles du couple, après une tentative de suicide ratée de Yates. Lors d'un séjour dans une institution psychiatrique, elle rencontre Kingsley O'Keke, 26 ans, mais la romance ne dure que six mois et ils se séparent. O'Keke vendra ensuite son histoire à un tabloïd.
Alors que Yates se bat pour la garde de Tiger, les médias rapportent que le père de Paula, Jess Yates, n'est pas son père biologique. Un test de paternité établit que l'animateur de télévision Hughie Green, mort six mois avant Hutchence, est son vrai père.

## Décès
Le 17 septembre 2000, à l'anniversaire des dix ans de Pixie, Yates, 41 ans, est retrouvée morte dans sa maison à Londres à la suite d'une surdose d'héroïne. Le médecin légiste conclut qu'il ne s'agissait pas d'un suicide, mais le résultat d'une habitude « bête et imprudente »,. Durant l'enquête, un ami mentionne que Yates n'avait pas consommé de drogues illégales depuis près de deux ans. Le coroner, Paul Knapman, conclut que bien que la quantité que Yates avait prise n'eût pas tué un toxicomane, en tant que « consommatrice occasionnelle d'héroïne », Yates n'avait pas de tolérance à cette drogue.
Peu de temps après sa mort, Geldof assura la garde de Tiger Lily, avec le consentement des parents de Hutchence, pour qu'elle pût être avec ses trois demi-sœurs plus âgées ; Fifi, Peaches et Pixie. Sa tante, Tina Hutchence, la sœur de Michael Hutchence, se vit refuser la requête que Tiger Lily vive avec elle en Californie. En 2007, Geldof fait la demande auprès d'une cour britannique et obtient l'adoption formelle de Tiger Lili et un changement de nom pour Geldof, malgré l'opposition de la mère et de la sœur de Hutchence ; depuis janvier 2008, le nom légal complet de cette dernière est « Heavenly Hiraani Tiger Lily Hutchence Geldof ».

## Publications
Paula Yates fut l'auteure de plusieurs ouvrages, incluant :
- (en) Rock Stars in Their Underpants (1980)
- (en) A Tail of Two Kitties (1983)
- (en) Blondes (1983)
- (en) Sex with Paula Yates (1986)
- (en) The Fun Starts Here (1990)
- (en) The Fun Don't Stop: Loads of Rip-roaring Activities for You and Your Toddler (1991)
- (en) And the Fun Goes On: A Practical Guide to Playing and Learning with Your Pre-school Child (1991)
- (en) Village People (1993)